# گوزن آبی
گوزن آبی (نام علمی: Hydropotes inermis) نوعی سم‌دار کوچک بومی چین و کره است. این حیوان تنها گوزنی است که جنس نر آن شاخ ندارد و از نظر ظاهری بیشتر به گوزن مشک شباهت دارد تا گوزن‌های دیگر. با توجه به تفاوت‌های قابل توجهی که از سایر گوزن‌ها دارد،در یک زیرخانواده مستقل قرار گرفته‌است.